# Mari El
Republica Mari El (în limbile rusă: Респу́блика Мари́й Эл ; mari: Марий Эл Республика ) este un subiect federal al Rusiei (o republică).

## Geografia
Republica este plasată în estul Câmpiei Europei Răsăritene a Federației Ruse, de-a lungul râului Volga. În vestul republicii se află Depresiunea Mari, o regiune mlăștinoasă. O suprafață de 57% din teritoriul republicii este acoperită de păduri. 
- Suprafața: 23.200 km²
- Frontiere:
  - Interne: Regiunea Nijni Novgorod (SV/V/NV/N). Regiunea Kirov (N/NE/E). Republica Tatarstan (SE/S). Republica Ciuvașă (S)
- Cel mai înalt punct”: 278 m

### Ora locală
Republica Mari El este localizată pe fusul orar al Moscovei (MSK/MSD).  Diferența fața de UTC este de  +3 (MSK)/+4 (MSD).

### Râuri
În republică sunt 476 de râuri. Cele mai multe sunt considerate râuri minore: 10 – 50 m lățime și 0,5 – 1,5 m adâncime. Cursurile râurilor îngheață de obicei din noiembrie până la mijlocul lunii aprilie. Printre cele mai importante râuri se numără: 
- Vetluga (navigabil)
- Volga (navigabil)

### Lacurile
În republică sunt peste 200 de lacuri, cele mai multe însă cu o suprafață de mai puțin de 1 km² și cu adâncimi între 1 și 3 m.  Cele mai multe lacuri se află în zonele mlăștinoase. Mlaștinile acoperă suprafețe mari (10-70 km², cele mai întinse ajungând la 100 km²) și de obicei îngheață în decembrie. În timpul primăverii sau toamnei ele devin imposibil de traversat datorită inundațiilor. 
Printre cele mai importante lacuri se numără:
- Lacul Karas
- Lacul Ialchik
- Lacul Tair
- Lacul de acumulare Ceboksari

### Resursele naturale
În republică nu există resurse naturale de importanță industrială. Se află mici depozite de turbă, calcar și un număr de izvoare de ape minerale. 

### Clima
Clima este continental – moderată, cu ierni reci (moderat) și cu multă zăpadă. Verile sunt calde și ploioase. 
- Temperatura medie în ianuarie: −13 °C
- Temperatura medie în iulie: +19 °C
- Volum mediu anual de precipitații: 450-500 mm

## Populația
- Populația: 696.459 (2010)
  - Urbană: 440.341 (63,8%)
  - Rurală: 256.118 (36,2%)
  - Bărbați: 338.485 (46,5%)
  - Femei: 389.494 (53,5%)
- Femei la 1.000 de bărbați: 1,151
- 'Vârsta medie: 36,7 ani
  - În mediul urban: 36,7 ani
  - În mediul rural: 36,7 ani
  - Bărbați: 34,0 ani
  - Femei: 39,0 ani
- Număr de gospodării: 263.382 (cu 717.938 locuitori)
  - În mediul urban: 173.246 (cu 455.006 locuitori)
  - În mediul rural: 90.136 (cu 262.932 locuitori)
- Statistica demografică (2010)
  - Nașteri: 8.857 (rata natalității 12,7)
  - Decese: 10.572 (rata mortalității 15,2)
- Grupuri etnice

Poporul mari nu a avut un teritoriu național până la victoria revoluția din 1917. În conformitate  cu rezultatele recensământului din 2002, doar 51% dintre etnicii mari trăitori în Rusia locuiau în Republica Mari El, în vreme ce 17,5% dintre ei locuiau în Republica Bașkortostan sau Bașkiria. În 1989, ultimul recensământ sovietic arăta că 4% dintre etnicii Mari locuiau în afara granițelor Rusiei. 
Ultimul recensământ rus constata o proporție aproape egală între ruși (47,5%) și etnicii Mari (42,3%). Printre alte grupuri etnice trăitoare în Republica Mari se mai numără: tătarii (6%), ciuvașii (1%), ucrainenii, (0,7%).
| Recensământul din: | 1939            | 1959            | 1970            | 1979            | 1989            | 2002            | 2010            |
| ------------------ | --------------- | --------------- | --------------- | --------------- | --------------- | --------------- | --------------- |
| Poporul mari       | 273.332 (47,2%) | 279.450 (43,1%) | 299.179 (43,7%) | 306.627 (43,5%) | 324.349 (43,3%) | 312.178 (42,9%) | 290.863 (43,9%) |
| Ruși               | 266.951 (46,1%) | 309.514 (47,8%) | 320.825 (46,9%) | 334.561 (47,5%) | 355.973 (47,5%) | 345.513 (47,5%) | 313.947 (47,4%) |
| Tătari             | 27.149 (4,7%)   | 38.821 (6,0%)   | 40.279 (5,9%)   | 40.917 (5,8%)   | 43.850 (5,9%)   | 43.377 (6,0%)   | 38.357 (5,8%)   |
| Ciuvași            | 5.504 (0,9%)    | 9.065 (1,4%)    | 9.032 (1,3%)    | 8.087 (1,1%)    | 8.993 (1,2%)    | 7.418 (1,0%)    | 6.025 (0,9%)    |
| Alții              | 6.674 (1,2%)    | 10.830 (1,7%)   | 15.433 (2,3%)   | 14.015 (2,0%)   | 16.167 (2,2%)   | 19.943 (2,7%)   | 13.138 (2,0%)   |

## Istoria

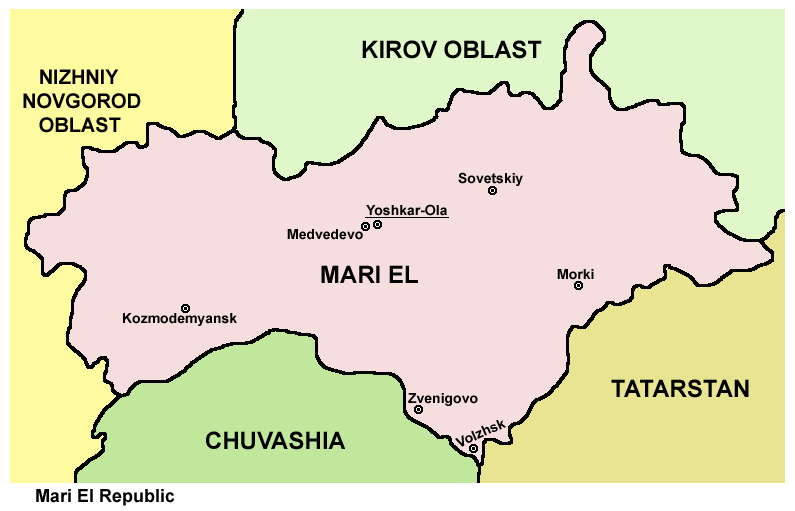
Harta Republicii Mari El

Triburile antice Mari sunt atestate încă din secolul al V-lea. După ce o perioadă ele au fost vasalele Bulgariei de pe Volga și Hoardei de Aur, pe la 1440 teritoriile locuite de poporul mari au fost încorporate de Hanatul Kazanului. În 1552, Hanatul Kazanului a fost cucerit de Rusia iar de atunci teritoriile poporului mari au fost parte a Rusiei. 
Pe 4 noiembrie 1920 a fost proclamată Regiunea Autonomă Mari. Regiunea a fost ridicată la rangul de republică autonomă pe 5 decembrie 1936. Actualul nume a fost adoptat în mod oficial pe 22 decembrie 1990.

## Politica
Șeful statului este președintele. Din 2004, funcția supremă în stat este deținută de Leonid Markelov, ales în ianuarie 2001.
Poporul mari este supus unui intens proces de rusificare, iar Leonid Markelov s-a distins prin interzicerea a mai multe ziare publicate în limba mari. Activiștii pentru cultura mari sunt supuși unei neîncetate prigoane. Publicistul mari Vladimir Kozlov a fost atacat și bătut cu sălbăticie, după ce a criticat politica președintele statului în mai multe articole de presă. 

## Economia
Cle mai dezvoltate ramuri industriale sunt cele ale construcției de mașini, metalurgică, a exploatării lemnului și a industriei alimentare. Cele mai multe întreprinderi industriale funcționează în capitale Ioșkar-Ola, dar și în alte orașe: Kozmodemiansk, Voljsk și Zvenigovo.

### Transporturile
Pentru nevoile de transport ale republicii, aici funcționează un aeroport, 15 stații de cale ferată, 53 de stații de autobuz și un 5 porturi fluviale, dintre care unul important în Kozmodemiansk, pe râul Volga. 

### Telecomunicațiile
Serviciile de telefonie, internet și televiziune prin cablu sunt asigurate de Volga Telecom.

## Cultura
În republică funcționează opt muzee. Printre ele se află "Muzeul Național", "Muzeul de Istorie" și "Muzeul Republican de Artă" din Ioșkar-Ola și "Muzeul de Artă și Istorie" din Kozmodemiansk.

## Învățământul
Cele mai importante instituții de învățământ superior se află în capitala Ioșkar-Ola: "Universitatea Tehnică de Stat", "Universitatea de Stat" și "Institutul Pedagogic de Stat". 

## Religia
Cei mai mulți credincioși sunt ortodocși și musulmani. Religia tradițională a poporului mari – "marla" – are de asemenea mulți adepți.

## Turismul
Republica Mari El este o destinație favorită a turiștilor din Tatarstan. Rezervația naturală Marii Ciodra oferă condiții deosebite pentru drumeții sau practicarea diferitelor sporturi extreme. 